# Кристиана Шарлотта Нассау-Отвейлерская
Кристиана Шарлотта Нассау-Отвейлерская (нем. Christiane Charlotte von Nassau-Ottweiler; 2 сентября 1685, Отвайлер — 6 ноября 1761, Бад-Хомбург) — графиня Нассау-Отвейлерская, в браках последовательно графиня Нассау-Саарбрюккенская и ландграфиня Гессен-Гомбургская.

## Биография
Кристиана Шарлотта — дочь графа Фридриха Людвига Нассау-Отвейлерского (1651—1728) и его первой супруги графини Кристианы Аленфельдской (1659—1695).
22 апреля 1713 года в Саарбрюккене Кристиана Шарлотта вышла замуж за графа Карла Людвига Нассау-Саарбрюккенского, который умер в 1723 году. Второй брак Кристиана Шарлотта заключила 17 октября 1728 года в Саарбрюккене с ландграфом Фридрихом III Гессен-Гомбургским. Посредником выступил ландграф Эрнст Людвиг Гессен-Дармштадтский, надеявшийся, что богатая наследница улучшит удручающее финансовое положение родственного Гессен-Гомбурга.

## Потомки
В первом браке у Кристианы Шарлотты родилось двое сыновей, умерших в младенческом возрасте:
- Фридрих Карл (1718−1719)
- Людвиг Карл (1720−1721)